# 北見山地
北見山地（日语：／ Kitami sanchi */?）是位于日本北海道東北部的一個南北走向的山脈，為上川綜合振興局與鄂霍次克綜合振興局的分界。與天鹽山地、石狩山地、夕張山地、日高山脈等同屬南北貫穿北海道的蝦夷山系。
作為天鹽川盆地群東側的山脈，是北海道鄂霍次克海與日本海的分水嶺。地勢上，從天鹽岳與渚滑岳等靠近石狩山地的南部往北方與東方逐漸降低，並延伸至鄂霍次克海的廣闊大陸棚。山地內多1,000公尺以下的低山，稜線多未連續。
山區內擁有廣大的蝦夷松、庫頁冷杉，林業興盛。同時也有大量的礦物資源，如北部產銅的下川礦山（下川町），南部的伊頓武華礦山（北見市）有日本最大的水銀礦床，東部則有產量極高的金山鴻之舞礦山（紋別市），但現在都已關閉。

## 主要山峰
- 天鹽岳（1,558m）
- 千登蟹牛山（チトカニウシ山）（1,446m）
- 渚滑岳（日语：渚滑岳）（1,345m）
- ウエンシリ岳（1,142m）
- 函岳（1,129m）
- 飛鏃山（日语：ピヤシリ山）（987m）
- 鬱岳（818m）